# سيباستيان مالابي
سيباستيان كريستوفر بيتر مالابي (مواليد ماي 1964) (بالإنجليزية: Sebastian Christopher Peter Mallaby)‏ صحفي وكاتب إنجليزي، يكتب عمودا في الواشنطن بوست. في السابق، كان محررًا مساهماً لصحيفة فاينانشال تايمز وكاتب عمود وعضو هيئة تحرير في صحيفة واشنطن بوست.
نشر كتاباته الأخيرة في صحيفة نيويورك تايمز، وصحيفة وول ستريت جورنال، وصحيفة ذا أتلانتيك الشهرية. في عام 2012، نشر مقالًا عن الشؤون الخارجية حول مستقبل العملة الصينية. من بين كتبه «الرجل الذي عرف» (The Man Who Knew) سنة 2016، (More Money Than God) سنة 2010، (The World’s Banker) سنة 2004.